# Thomas Zehetmair
Thomas Zehetmair (né le 23 novembre 1961 à Salzbourg) est un violoniste, quartettiste et chef d'orchestre autrichien.

## Formation
Il a étudié au Mozarteum de Salzbourg, où enseignaient ses deux parents et a suivi les masterclass de Nathan Milstein et Max Rostal. À 14 ans, il remporte le concours "Jugend musiziert" et commence sa carrière au Festival de Salzbourg en 1977. Il enregistre son premier disque consacré à Mozart en 1979. À 19 ans, il fait la connaissance de Nikolaus Harnoncourt qui aura une grande influence sur son développement musical.

## Carrière
En 1994, il fonde le quatuor qui porte son nom, dans lequel la partie d'alto est tenue par sa femme Ruth Killius, et qui joue sans partitions. Il effectue plusieurs enregistrements à la fois comme soliste et avec son quatuor pour ECM.
Parallèlement, à partir des années 2000, il se lance dans une carrière de chef d'orchestre. Il est depuis 2002 le directeur musical du Northern Sinfonia. Pour la saison 2012/2013, il devient également chef principal de l'Orchestre de chambre de Paris.
Depuis 2021, il est le chef principal d’une équipe de direction artistique de l’Orchestre national d’Auvergne à laquelle sont associés Christian Zacharias et Enrico Onofri.
Il est docteur honoris causa de l'Académie Franz Liszt de Weimar et de l'Université de Newcastle.
Chef principal de l'Orchestre de chambre de Stuttgart depuis 2019, Thomas Zehetmair est prolongé en 2024 à ce poste jusqu'à l'été 2027.

## Instruments
Thomas Zehetmair a joué successivement un violon de G.B. Guadagnini de 1751, un Stradivarius de 1692, puis un autre de 1730 à partir des années 90.